# Lada Kozlíková
Lada Kozlíková (Vyškov, Regió de Moràvia Meridional, 8 d'octubre de 1979) és una ciclista txeca. En pista, s'ha proclamat Campiona del món en scratch, i en ruta ha guanyat diferents campionats nacionals.

## Palmarès en ruta
- 1998
  -  Campiona de Txèquia en contrarellotge
- 1999
  -  Campiona de Txèquia en ruta
  -  Campiona de Txèquia en contrarellotge
- 2000
  -  Campiona d'Europa sub-23 en Contrarellotge
  -  Campiona de Txèquia en ruta
  -  Campiona de Txèquia en contrarellotge
  - 1a a l'Eko Tour Dookola Polski i vencedora d'una etapa
- 2001
  -  Campiona de Txèquia en ruta
  -  Campiona de Txèquia en contrarellotge
  - 1a a la Ster van Walcheren i vencedora d'una etapa
  - Vencedora d'una etapa a l'Eko Tour Dookola Polski
  - Vencedora d'una etapa a la Gracia ČEZ-EDĚ
- 2002
  -  Campiona de Txèquia en contrarellotge
  - Vencedora d'una etapa a l'Eko Tour Dookola Polski
- 2003
  - Vencedora d'una etapa al Tour de Feminin-Krásná Lípa
- 2005
  -  Campiona de Txèquia en ruta
  -  Campiona de Txèquia en contrarellotge
- 2006
  -  Campiona de Txèquia en ruta
  -  Campiona de Txèquia en contrarellotge
  - Vencedora d'una etapa al Tour de Feminin-Krásná Lípa

## Palmarès en pista
- 2001
  -  Campiona d'Europa sub-23 en Persecució
  -  Campiona d'Europa sub-23 en Puntuació
- 2002
  -  Campiona del món en Scratch
- 2006
  -  Campiona d'Europa en Òmnium Endurance